# Adalberto López
Adalberto López   (Guadalajara, 4 de juliol de 1923 - Los Angeles, 15 de desembre de 1996), conegut com a Dumbo López, fou un futbolista mexicà de la dècada de 1940.
Fou 6 cops internacional amb la selecció del Mèxic.
Pel que fa a clubs, destacà a Club León i Chivas de Guadalajara, amb els quals marcà 201 gols a la lliga mexicana.
Fou escollit al Saló de la Fama del futbol mexicà el 1988.